# Roeien op de Paralympische Zomerspelen 2020
Op de XVIe Paralympische Zomerspelen, die in 2021 werden gehouden in Tokio, Japan, was roeien een van de 23 sporten die werden beoefend.

## Medaillespiegel
| Plaats | Land             | NPC | Goud | Zilver | Brons | Totaal |
| 1      | Groot-Brittannië | GBR | 2    | 0      | 0     | 2      |
| 2      | Noorwegen        | NOR | 1    | 0      | 0     | 1      |
| 2      | Oekraïne         | UKR | 1    | 0      | 0     | 1      |
| 4      | Australië        | AUS | 0    | 1      | 0     | 1      |
| 4      | Verenigde Staten | USA | 0    | 1      | 0     | 1      |
| 4      | Israël           | ISR | 0    | 1      | 0     | 1      |
| 4      | Nederland        | NED | 0    | 1      | 0     | 1      |
| 8      | Frankrijk        | FRA | 0    | 0      | 2     | 2      |
| 9      | Brazilië         | BRA | 0    | 0      | 1     | 1      |
| 9      | China            | CHN | 0    | 0      | 1     | 1      |

## Uitslagen

#### Skif
| Mannen | Mannen              | Mannen | Mannen   |
| #      | Roeier              | Roeier | Tijd     |
| ------ | ------------------- | ------ | -------- |
| Goud   | Roman Polianskyi    | UKR    | 9:48,78  |
| Zilver | Erik Horrie         | AUS    | 10:00.82 |
| Brons  | Rene Campos Pereira | BRA    | 10:03.54 |

| Vrouwen | Vrouwen          | Vrouwen  | Vrouwen  |
| #       | Roeister         | Roeister | Tijd     |
| ------- | ---------------- | -------- | -------- |
| Goud    | Birgit Skarstein | NOR      | 10:56.88 |
| Zilver  | Moran Samuel     | ISR      | 11:18.39 |
| Brons   | Nathalie Benoit  | FRA      | 11:28.44 |

#### Dubbeltwee
| Gemengd | Gemengd                             | Gemengd | Gemengd |
| #       | Roeiers                             | Roeiers | Tijd    |
| ------- | ----------------------------------- | ------- | ------- |
| Goud    | Laurence Whiteley Lauren Rowles     | GBR     | 8:38.99 |
| Zilver  | Annika van der Meer Corné de Koning | NED     | 8:43.85 |
| Brons   | Liu Shuang Jiang Jijian             | CHN     | 8:49.42 |

#### Vier met Stuurman
| Gemengd | Gemengd                                                                               | Gemengd | Gemengd |
| #       | Roeiers                                                                               | Roeiers | Tijd    |
| ------- | ------------------------------------------------------------------------------------- | ------- | ------- |
| Goud    | Ellen Buttrick Giedrė Rakauskaitė James Fox Oliver Stanhope Erin Kennedy (stuurvrouw) | GBR     | 7:09.08 |
| Zilver  | Allie Reilly Danielle Hansen Charley Nordin John Tanguay Karen Petrik (stuurvrouw)    | USA     | 7:20.13 |
| Brons   | Erika Sauzeau Antoine Jesel Rémy Taranto Margot Boulet Robin le Barreau (stuurman)    | FRA     | 7:27.04 |

Atletiek · Badminton · Bankdrukken · Basketbal · Boccia · Boogschieten · Goalball · Judo · Kanovaren · Paardensport · Roeien · Rugby · Schermen · Schietsport · Taekwondo · Tafeltennis · Tennis · Triatlon · Voetbal · Volleybal · Wielersport · Zwemmen
Peking 2008 ·
Londen 2012 ·
Rio de Janeiro 2016 ·
Tokio 2020 ·
Parijs 2024 ·
Los Angeles 2028